# Acacia delavayi
Acacia delavayi är en ärtväxtart som beskrevs av Adrien René Franchet. Acacia delavayi ingår i släktet akacior, och familjen ärtväxter. Inga underarter finns listade i Catalogue of Life.